# Горбунов Микола Іванович
Микола Іванович Горбунов (нар. 6 червня 1924 — пом. 22 червня 1992) — український радянський футболіст, виступав на позиції захисника.

## Життєпис
Народився 6 червня 1924 року. Футбольну кар'єру розпочав у 1946 році в складі дубля київського «Динамо». У 1947 році залучався до матчів аматорського фарм-клубу киян, «Динамо» (6-а райрада), який виступав у чемпіонаті УРСР. У 1949 році добре проявив себе в дублі киян, зіграв 33 матчі в першості дублерів, завдяки чому керіництво київського клубу вирішило дати шанс захиснику. Сезон 1950 року Микола розпочав вже з першою командою. Дебютував за головну команду киян 24 квітня 1950 року в переможному (1:0) домашньому поєдинку 3-о туру Класу «А» проти ризької «Даугави». Горбунов вийшов на поле в стартовому складі та відіграв увесь матч. У сезоні 1950 року зіграв у футболці «Динамо» 22 матчі, але по його завершенні керівництво київського клубу вирішило відмовитися від послуг Горбунова.
Наступний сезон Микола розпочав в складі іншого київського колективу, київського «Будинку Офіцерів» (попередник ЦСКА). Команда виступала в чемпіонаті УРСР, де стала переможцем турніру та виборола право в сезоні 1952 року виступати в Класі «Б», в якому Горбунов того сезону зіграв 8 матчів. Окрім цього Микола у складі БО зіграв 5 матчів у кубку СРСР. У 1954 році переходить до київського «Зеніту», з яким також виграє чемпіонат УРСР. У 1955 році стає гравцем іншого київського колективу, «Машинобудівника», якому допомагає тріумфувати в кубку УРСР. По завершенні сезону 1955 року завершив кар'єру футболіста.
Помер 22 червня 1992 року.

## Досягнення
- Чемпіонат УРСР
  -  Чемпіон (2): 1951, 1954

- Кубок УРСР
  -  Володар (1): 1955